# Скришевський Валерій Антонович
Вале́рій Анто́нович Скрише́вський (нар. 8 грудня 1955, Київ) — український фізик і педагог. Доктор фізико-математичних наук (2001). Професор (2006). Завідувач кафедри нанофізики конденсованих середовищ Інституту високих технологій Київського національного університету імені Тараса Шевченка (з 2009 року).

## Життєпис
Народився 8 грудня 1955 (Київ).
Володіє українською, англійською, російською, французькою мовами.

### Освіта
- Київський університет імені Тараса Шевченка, Фізичний факультет (1973—1978), диплом з відзнакою;
- аспірант Київського університету імені Тараса Шевченка (Київ, 1978—1981);кандидатська дисертація «Оптичні властивості деяких домішок та дефектів структури в GaAs» (1987)(наукові керівники — проф. Новиков М. М., проф. Вакуленко О. В.);
- докторська дисертація «Генераційно-рекомбінаційні процеси в гетероструктурах з тонкими шарами поруватого кремнію та оксиду кремнію» (2001).

### Науково-педагогічна кар'єра
- 1981–1986 — молодший науковий співробітник
- 1986—1988 — науковий співробітник
- 1988—1992 — старший науковий співробітник
- 1992—1999 — завідувач сектора
- 1999—2000 — завідувач Проблемної лабораторії
- 2000—2002 — доцент (2000-02 р.р.)
- з 2002 — професор кафедри напівпровідникової електроніки
- з 2009 — завідувач кафедри нанофізики конденсованих середовищ Інституту високих технологій

Викладає лекційні курси «Фізичні принципи сенсорики», «Оптичні та фотоелектричні явища», «Функціональна оптоелектроніка», «Напівпровідникові сенсори», «Відновлювальні джерела енергії» для студентів радіофізичного факультету та Інституту високих технологій. Читав лекції в університетах Німеччини, Франції, Іспанії, Великій Британії, Словаччини. Неодноразово працював запрошеним професором в Ecole Centrale та INSA (Ліон, Франція), Technical University (Мюнхен, Німеччина) та Hahn-Meitner Institute (Берлін, Німеччина).
Підготував 7 кандидатів наук.

### Сім'я
- батько Скришевський Антон Францович (1913—1987) — науковець-металофізик, фахівець з молекулярної фізики, професор Київського університету імені Тараса Шевченка.
- мати Скришевська Євгенія Павлівна (1924—2010) — медичний працівник.
- брат Скришевський Юрій Антонович (нар. 1950) — фізик, кандидат фізико-математичних наук, науковий співробітник Інституту фізики НАН України.
- дружина Марія Гаврилівна (нар. 1956) — начальник відділу, заступник директора департаменту Державного агентства з питань науки, інновацій та інформатизації.
- дочка Ірина Валеріївна (нар. 1981) — PhD, Postdoctoral research scientist, Flander Institute for Biotechnology, Leuven, Belgium.
- син Руслан Валерійович (нар. 1986) — інженер-консультант.

## Наукові досягнення і основні напрямки наукових досліджень
- нерівноважні процеси в багатошарових напівпровідникових гетероструктурах, фізико-хімічні властивості наноструктурованих напівпровідників
- розробка напівпровідникових сенсорів (хімічних, радіаційних, біологічних), сонячних елементів та інших функціональних приладів електроніки на основі нанокристалічного кремнію, які були започатковані завідувачами кафедри фізики напівпровідників В. І. Стріхою та О. В. Третяком.
- розроблені кремнієві сонячні елементи з дифузійно-розсіючими шарами поруватого кремнію
- запропоновані та вдосконалені оптичні та фотоелектричні методи дослідження структурно-хімічних неоднорідностей у напівпровідникових гетеропереходах.
- створено теорію дії та експериментально досліджено хімічні сенсори на основі гетероструктур з тонкими шарами поруватого кремнію для детекції водню, вологи, воднево-вуглецевих сполук.
- створено новий тип лічильників води і тепла, тверді накопичувачі водню на основі нанопоруватого кремнію для живлення малопотужної побутової апаратури.

Автор понад 250 наукових та науково-методичних опублікованих праць. Серед них 5 авторських свідоцтв та патентів на винаходи, 3 монографії та навчальний посібник:
- В. А. Скришевський, В. П. Толстой, Инфракрасная спектроскопия полупроводниковых структур, Киев, Лыбидь, 1991, 187 с.
- V.P.Tolstoy, I.V.Chernyshova, V.A.Skryshevsky, Handbook of Infrared Spectroscopy of Ultrathin Films, Wiley, New York, 2003, 710 р.
- В. А. Скришевський, Фізичні основи напівпровідникових хімічних сенсорів, Київ, ВПЦ Київський університет, 2006, 190 с.
- Оксанич А. П., Волохов С. О., Тербан В.А, Клюй М. І., Скришевський В. А., Костильов В. П., Макаров А. В., «Сучасні технології виробництва кремнію та кремнієвих фотоелектричних перетворювачів сонячної енергії», Мінерал, 2010, 266 с.

## Наукова і громадська діяльність
- Науковий керівник міжнародних грантів (ІНТАС, НАТО, УНТЦ) та проектів Міністерства освіти і науки України.
- Член секції радіоелектроніки Комітету з Держпремій України в галузі науки і техніки
- Вчений секретар Науково-координаційної ради Державної цільової науково-технічної програми «Нанотехнології та наноматеріали»
- Вчений секретар Об'єднаної науково-технічної ради Програми розвитку співробітництва в галузі нанотехнологій між МОН України і Федеральним агентством з науки та інновацій Російської Федерації
- член Наукової Ради з проблеми «Фізика напівпровідників та напівпровідникові пристрої» при ВФА НАН України
- член редакційної колегії «Вісника Київського університету, серія радіофізика та електроніка» та «Вісника Київського університету, серія фізико-математичні науки»
- член спецрад Д 26.001.31 та Д 26.199.02 з захисту докторських дисертацій при Київському університеті та Інституті фізики напівпровідників ім. В. Є. Лашкарьова НАНУ
- член оргкомітетів міжнародних конференцій з прикладної фізики та електроніки.
- Неодноразово був офіційним опонентом із захисту докторських та кандидатських дисертацій, членом журі із захисту PhD дисертацій у Політехнічному інституті (Ліон, Франція) та Еколь Централь (Ліон, Франція).
- дійсний член Американського Нано Товариства
- Член ДЕК радіофізичного факультету

## Державні нагороди
- Державна премія України в галузі науки і техніки 2012 року — за роботу «Ключові технології виробництва кремнієвих сонячних елементів та енергетичних систем на їх основі» (у складі колективу)[1]

## Електронні ресурси
- Інститут високих технологій [Архівовано 10 листопада 2014 у Wayback Machine.] Київського національного університету імені Тараса Шевченка [Архівовано 14 квітня 2010 у Wayback Machine.]
- Радіофізичний факультет Київського національного університету імені Тараса Шевченка. Персоналії [Архівовано 30 грудня 2011 у Wayback Machine.]